# 菲利普·西亚斯
菲利普·西亚斯（1966年2月14日—）是一位法国气候学家，巴黎-萨克雷大学教授，原子能和替代能源委员会成员，2019年当选为法国科学院院士，2021年当选中国科学院外籍院士。